# پوکراشن
پوکراشن (به ارمنی: Փոքրաշեն) یک روستا در ارمنستان است که در استان شیراک واقع شده‌است.  در  کیلومتری شمال گیومری، مرکز استان شیراک واقع شده است.

## خصوصیات
پوکراشن ۲۰۵ نفر جمعیت دارد و در ارتفاع  متر بالاتر از سطح دریا قرار گرفته است.